# Raffaello Cortesini
Raffaello Cortesini (Milano, 3 novembre 1931 – New York, 21 marzo 2024) è stato un medico italiano, professore di Patologia Clinica ed esperto di trapianti d'organo.

## Biografia
Fu il primo medico in Italia a eseguire un trapianto di rene, nel 1966, insieme a Paride Stefanini. In seguito effettuò il secondo xenotrapianto al mondo (un rene di scimpanzé, sempre nel 1966), il primo trapianto di rene da donatore vivente (1967), il trapianto simultaneo di rene e pancreas (1981), il trapianto di fegato (1982) e il primo trapianto multiorgano fegato-pancreas-intestino (1989). Dal 1988 è stato tra i promotori dell'Università Campus Bio-Medico di Roma. Nel 2000 divenne professore di Patologia Clinica e Trapianti presso il Dipartimento di Patologia della Columbia University di New York, USA. 

### Formazione
Nel 1956 ottenne la Laurea con lode in Medicina e Chirurgia presso l'Università degli Studi di Roma "La Sapienza".
Il Prof. Cortesini conseguì le seguenti specializzazioni:
- Chirurgia generale (1961)
- Patologia Chirurgica (1963)
- Clinica Chirurgica (1965)
- Nefrologia Chirurgica (1968)

### Incarichi
Il Prof. Cortesini ricoprì numerose cariche accademiche ed assistenziali:
- Dal 1962 fu assistente incaricato, poi ordinario, presso l'Istituto di Patologia Chirurgica dell'Università degli Studi di Roma e poi presso la II Clinica Chirurgica.
- Dal 1968 al 1971 ricoprì l'incarico di aiuto di ruolo e responsabile del Reparto Trapianti.
- Direttore dell'Istituto di IIa Clinica Chirurgia fino all'ottobre 1997
- Professore Emerito di Chirurgia alla Facoltà di Medicina dell'Università di Roma "La Sapienza"
- Direttore del Consorzio Interuniversitario per i Trapianti d'Organo
- Direttore dell'Organizzazione Centro-Sud per i Trapianti (O.C.S.T.)
- Presidente della Consulta Medica, Congregazione per le Cause dei Santi (1981-2000)
- Presidente Emerito della Consulta Medica, Congregazione per le Cause dei Santi (2001-2024)
- Professore di Patologia Clinica alla Columbia University (dal 2000)

### Attività accademica
Dal 1962 si dedicò anche alla ricerca sperimentale e clinica nel campo della depurazione extrarenale e della chirurgia dei trapianti d'organo, approfondendo la sua esperienza con numerosi soggiorni di studio all'estero, in Europa e negli Stati Uniti d'America
Con la scuola trapiantologica dell'Università degli Studi di Roma "La Sapienza" il Prof. Cortesini stabilì numerosi primati italiani.
- Primo trapianto di rene da donatore vivente in Italia (1967)
- Primo trapianto simultaneo di rene e pancreas in Italia (1981)
- Primo trapianto di fegato  in Italia (1982)
- Primo trapianto multiorgano fegato–pancreas–intestino in Italia (1989)

Inoltre, nel 1982 vennero portati a termine gli studi previsti dal Ministero della Salute per la registrazione della Ciclosporina come farmaco immunosoppressore di scelta nel trapianto d'organi.

### Vicende giudiziarie
Nel 1994 Cortesini venne prosciolto con formula piena in un procedimento per sospetto traffico d'organi.
Nel 1999 - a margine di un procedimento per estorsione alla Ferrero - venne svolta un'inchiesta parallela su un sospetto traffico d'organi e Cortesini fu nuovamente indagato, inizialmente dalla Procura di Torino, che trasferì successivamente gli atti a quella di Roma: il procedimento fu archiviato. Nel 2004, una causa civile davanti al Tribunale di Roma si concluse con la condanna dell'Università di Roma "La Sapienza" a versare un risarcimento di 782.603€ al "donatore".
Contrariato per queste vicende e ritenendo l'ambiente italiano sfavorevole alla ricerca scientifica, il 29 ottobre 2000 Cortesini lasciò i suoi incarichi all'Università di Roma "La Sapienza" e si trasferì negli USA, dove dal 2000 fu Professore di Patologia Clinica alla Columbia University. Rimase negli Stati Uniti fino alla morte, avvenuta a New York il 21 marzo 2024 all'età di 92 anni.

## Premi
Durante la sua carriera, il Prof. Cortesini ottenne numerosi premi, tra i quali:
- Premio speciale all'Attività scientifica, Università degli Studi di Roma "La Sapienza" Roma, Italia (1964)
- Premio Speciale di Fiuggi, Fiuggi, Italia (1969)
- Premio alla Cultura del Rotary Club, Roma, Italia (1970)
- Premio Internazionale di Chirurgia, Centro Sabatia-Ter, Napoli, Italia (1976)
- Premio speciale "Santa Caterina d'Oro", Siena, Italia (1989)